# Adolf Kussmaul
Carl Philipp Adolf Konrad Kußmaul (Graben-Neudorf, 22 de febrero de 1822 - Heidelberg, 28 de mayo de 1902) fue un médico alemán.

## Biografía
Hijo y sobrino de médicos, estudió en Heidelberg. Después de su graduación se alistó en el ejército y trabajó durante dos años como oficial médico. Después de sus prácticas se trasladó a Wurzburgo para preparar su doctorado bajo la dirección de Rudolf Virchow.
Posteriormente fue profesor de medicina en Heidelberg (1857), Erlangen (1859), Friburgo de Brisgovia (1859) y finalmente Estrasburgo (1876).

## Actividad clínica
Su nombre sigue siendo usado en los epónimos. Describió dos signos clínicos y una enfermedad que tienen nombres epónimos que siguen en uso:
- Respiración de Kussmaul: respiración muy profunda y dificultosa con frecuencia normal, rápida o reducida observada en la cetoacidosis diabética severa.[3]
- Signo de Kussmaul: aumento paradójico de la presión venosa yugular  durante la inspiración se puede encontrar en la  pericarditis constrictiva o enfermedad pulmonar obstructiva crónica.[4]

Los siguientes epónimos se consideran arcaicos:
- Enfermedad de Kussmaul o, también, enfermedad de Kussmaul-Maier: conocida como poliarteritis nodosa. Nombrada por su labor junto a Rudolf Robert Maier (1824-1888).
- Coma de Kussmaul: coma diabético debido a cetoacidosis.
- Afasia de Kussmaul: mutismo selectivo.